# Nett Lake (condado de Koochiching, Minnesota)
Nett Lake es un territorio no organizado ubicado en el condado de Koochiching en el estado estadounidense de Minnesota. En el Censo de 2010 tenía una población de 101 habitantes y una densidad poblacional de 0,28 personas por km².

## Geografía
Nett Lake se encuentra ubicado en las coordenadas 48°5′14″N 93°10′31″O / 48.08722, -93.17528. Según la Oficina del Censo de los Estados Unidos, Nett Lake tiene una superficie total de 360.23 km², de la cual 340.05 km² corresponden a tierra firme y (5.6 %) 20.18 km² es agua.

## Demografía
Según el censo de 2010, había 101 personas residiendo en Nett Lake. La densidad de población era de 0,28 hab./km². De los 101 habitantes, Nett Lake estaba compuesto por un de 10.89 % blancos, el 0 % eran afroamericanos, el 87.13 % eran amerindios, el 0 % eran asiáticos, el 0 % eran isleños del Pacífico, el 0 % eran de otras razas y el 1.98 % pertenecían a dos o más razas. Del total de la población el 0 % eran hispanos o latinos de cualquier raza.